# 克洛迪娜·芒迪
克洛迪娜·芒迪（法語：Claudine Mendy，1990年1月8日—），法国女子手球运动员。她曾代表法国国家队参加2012年夏季奥林匹克运动会女子手球比赛，结果队伍获得第五名。